# William Rufus Terrill
William Rufus Terrill (21 avril 1834 – 8 octobre 1862) était un soldat de l'US Army et un général qui fut tué au combat lors de la bataille de Perryville lors de la guerre de Sécession. Son frère, James Barbour Terrill fut également victime de la même guerre, alors qu'il commandait également une brigade lors de la bataille de Cold Harbor, mais lui, pour l'armée des États confédérés(p496).

## Jeunesse
Terrill est né à Covington en Virginie mais il grandit à Warm Springs(p496). Son père est un avocat célèbre et membre de la législature de Virginie(p496). Il devient cadet à West Point en 1849, où il obtient son brevet en 1853. Alors qu'il est cadet, il se trouve impliqué dans une bagarre avec son camarade de classe Philip Sheridan. Ce qui se solde pour Sheridan par une suspension d'un an de l'académie.
Terrill est ensuite assigné au 3e d'artillerie et sert dans plusieurs garnisons dont une en Floride pendant les guerres séminoles. Il y fait un service de recrutement(p496). Il retourne à West Point comme professeur assistant de mathématiques de 1853 à 1854, avant d'être envoyé au Kansas lors des événements du Bleeding Kansas de 1854 à 1855. Il est ensuite assistant au United States coast survey de 1855 jusqu'en 1861.

## Guerre de Sécession
Lorsque la guerre de Sécession éclate, Terrill est affecté en tant que capitaine du 5e d'artillerie de l'US Army en août 1861. Selon la tradition familiale, il discute avec son père et choisit de rester fidèle à l'Union tant qu'il ne combat pas en Virginie(p106). William Terrill sert en tant qu'assistant de l'inspecteur général à Washington, D.C. Après que son unité est organisée, il est envoyé eu Kentucky(p1449).
Son jeune frère James Terrill est lui affecté en tant que major de l'infanterie de Virginie de l'Armée des États confédérés. Lors des premières années de la guerre, leur père le colonel William Henry Terrill, un avocat, sert les États confédérés d'Amérique en tant que provost marshal (chef de la police militaire) du comté de Bath.
Il commande en premier un camp d'instruction à Louisville, puis il commande une brigade d'artillerie de l'armée de l'Ohio lors de la bataille de Shiloh. Il participe au siège de Corinth(p1449). Il prend part à la campagne du Kentucky(p1449). Le 9 septembre 1862, il est promu brigadier-général des volontaires des États-Unis après sa participation à la bataille de Richmond(p1449) et prend le commandement de la 33e brigade de l'armée de l'Ohio, dans la division de James S. Jackson du corps d'Alexander McCook. Il conduit ses troupes inexpérimentées au combat lors de la bataille de Perryville. Là, il est mortellement blessé par un fragment d'obus alors qu'il tente de rallier ses hommes lors d'une attaque des troupes confédérées, il décède peu après(p1449). Son corps repose dans le cimetière de West Point.

## Mémoire
Après la guerre, la famille Terril fait ériger un monument aux deux frères morts sur lequel est inscrit : « Seul Dieu sait qui avait raison »(p1449).